# Championnats d'Océanie de cyclisme sur route 2024
Navigation
Championnats d'Océanie 2023 Championnats d'Océanie 2025
Les Championnats d'Océanie de cyclisme sur route 2024 ont lieu les 12 et 13 avril 2024 dans le Queensland en Australie, comme les deux années précédentes. Brisbane accueille les courses contre-la-montre et le Mont Crosby les courses en ligne. 

## Podiums masculins
| Compétitions             | Or                      | Argent                  | Bronze                |
| Élites                   |                         |                         |                       |
| Course en ligne          | Ryan Cavanagh (AUS)     | Matthew Greenwood (AUS) | Aaron Gate (NZL)      |
| Contre-la-montre         | Aaron Gate (NZL)        | Oliver Stenning (AUS)   | Benjamin Dyball (AUS) |
| Hommes - Moins de 23 ans |                         |                         |                       |
| Course en ligne          | Matthew Greenwood (AUS) | Jackson Medway (AUS)    | Jack Ward (AUS)       |
| Contre-la-montre         | Jackson Medway (AUS)    | Lucas Murphy (NZL)      | Guy Yarrell (NZL)     |
| Hommes - Juniors         |                         |                         |                       |
| Course en ligne          | Max Goold (AUS)         | Finlay McRobbie (AUS)   | Joshua Cavanagh (NZL) |
| Contre-la-montre         | Reef Roberts (NZL)      | Jack Clark (AUS)        | Oliver Scott (NZL)    |

## Podiums féminins
| Compétitions             | Or                      | Argent                  | Bronze                |
| Élites                   |                         |                         |                       |
| Course en ligne          | Katelyn Nicholson (AUS) | Keely Bennett (AUS)     | Haylee Fuller (AUS)   |
| Contre-la-montre         | Isabelle Carnes (AUS)   | Katelyn Nicholson (AUS) | Maddison Taylor (AUS) |
| Femmes - Moins de 23 ans |                         |                         |                       |
| Course en ligne          | Keely Bennett (AUS)     | Haylee Fuller (AUS)     | Lillee Pollock (AUS)  |
| Contre-la-montre         | Sophia Sammons (AUS)    | Talia Appleton (AUS)    | Haylee Fuller (AUS)   |
| Femmes - Juniors         |                         |                         |                       |
| Course en ligne          | Lauren Bates (AUS)      | Kirsty Watts (NZL)      | Alex Rawlinson (NZL)  |
| Contre-la-montre         | Lilyth Jones (AUS)      | Kirsty Watts (NZL)      | Nicole Duncan (AUS)   |

## Tableaux des médailles
| Rang  | Nation           | Or | Argent | Bronze | Total |
| ----- | ---------------- | -- | ------ | ------ | ----- |
| 1     | Australie        | 10 | 9      | 7      | 26    |
| 2     | Nouvelle-Zélande | 2  | 3      | 5      | 10    |
| Total | Total            | 12 | 12     | 12     | 36    |